# ITU World Championship Series 2011
Die World Championship Series 2011 ist eine Triathlon-Rennserie über die „Kurzdistanz“ oder auch „olympische Triathlon-Distanz“. Sie wird seit 2009 vom internationalen Triathlon-Verband ITU (International Triathlon Union) ausgetragen.

## Organisation
2011 traten die besten Athleten der Welt in sechs verschiedenen Rennen (Sydney, Yokohama, Madrid, Kitzbühel, Hamburg, London) und dem abschließenden Finale in Peking gegeneinander an, um schließlich den Weltmeister unter sich zu küren.
Diese Rennen wurden auf der olympischen Distanz ausgetragen:
- 1,5 km Schwimmen,
- 40 km Radfahren und
- 10 km Laufen.

Für ambitionierte Freizeitsportler wurden auch Rennen über die Sprintdistanz veranstaltet (0,5 km Schwimmen, 22 km Radfahren und 5 km Laufen).
Zu den insgesamt sieben Veranstaltungsorten gehörten 2011 mit Sydney, London und Peking drei olympische Städte.
Die ursprünglich für den 14. und 15. Mai angesetzten Rennen in Yokohama wurden aus Angst vor zu hoher Strahlung nach dem Atom-Unfall im März in Fukushima durch die ITU auf unbestimmte Zeit verschoben. Das Rennen wurde schließlich am 18. und 19. September 2011 ausgetragen und lag somit terminlich damit schon nach dem „Grand Final“ in Peking. Die Ergebnisse sollten dann in der Wertung für die Rennserie 2012 berücksichtigt werden.
In den ersten drei Rennen der Serie zeichneten sich die Brownlee-Brüder aus sowie die Kanadierin Paula Findlay, welche die ersten Rennen für sich entscheiden konnte.
Es fanden 2011 sechs Rennen über die olympische Distanz für Männer und Frauen statt.

In der Gesamtwertung der Saison 2011 ging der Weltmeistertitel am 10. September an die beiden britischen Athleten Helen Jenkins und Alistair Brownlee.

## Einzelrennen

### Männer
| Datum              | Ort       | Gold                  | Zeit    | Silber                | Zeit    | Bronze            | Zeit    |
| 9. April 2011      | Sydney    | Javier Gómez          | 1:50:22 | Jonathan Brownlee     | 1:50:29 | Sven Riederer     | 1:50:34 |
| 4. Juni 2011       | Madrid    | Alistair Brownlee     | 1:51:06 | Jonathan Brownlee     | 1:51:09 | Javier Gómez      | 1:51:51 |
| 18. Juni 2011      | Kitzbühel | Alistair Brownlee -2- | 1:51:54 | Alexander Brjuchankow | 1:52:38 | Sven Riederer     | 1:52:59 |
| 16. Juli 2011      | Hamburg   | Brad Kahlefeldt       | 1:44:08 | Will Clarke           | 1:44:09 | David Hauss       | 1:44:09 |
| 7. August 2011     | London    | Alistair Brownlee -3- | 1:50:09 | Alexander Brjuchankow | 1:50:34 | Jonathan Brownlee | 1:51:04 |
| 10. September 2011 | Peking    | Alistair Brownlee -4- | 1:48:07 | Sven Riederer         | 1:48:15 | Jonathan Brownlee | 1:48:18 |
| 18. September 2011 | Yokohama  | João Pedro Silva      | 1:49:21 | Alexander Brjuchankow | 1:49:35 | Dmitri Poljanski  | 1:50:04 |

#### Frauen
| Datum              | Ort       | Gold              | Zeit    | Silber               | Zeit    | Bronze           | Zeit    |
| 10. April 2011     | Sydney    | Paula Findlay     | 2:01:22 | Bárbara Riveros Díaz | 2:01:23 | Andrea Hewitt    | 2:01:29 |
| 5. Juni 2011       | Madrid    | Paula Findlay -2- | 2:03:46 | Helen Jenkins        | 2:03:49 | Emmie Charayron  | 2:03:58 |
| 19. Juni 2011      | Kitzbühel | Paula Findlay -3- | 2:05:52 | Helen Jenkins        | 2:05:56 | Sarah Groff      | 2:06:27 |
| 17. Juli 2011      | Hamburg   | Emma Moffatt      | 1:53:37 | Emma Jackson         | 1:53:44 | Emma Snowsill    | 1:53:44 |
| 6. August 2011     | London    | Helen Jenkins     | 2:00:34 | Gwen Jorgensen       | 2:00:41 | Anja Dittmer     | 2:00:49 |
| 11. September 2011 | Peking    | Andrea Hewitt     | 1:58:26 | Helen Jenkins        | 1:58:40 | Melanie Annaheim | 1:58:58 |
| 19. September 2011 | Yokohama  | Andrea Hewitt -2- | 1:59:17 | Emma Moffatt         | 1:59:30 | Kate McIlroy     | 1:59:44 |

## Gesamtwertung

### Männer

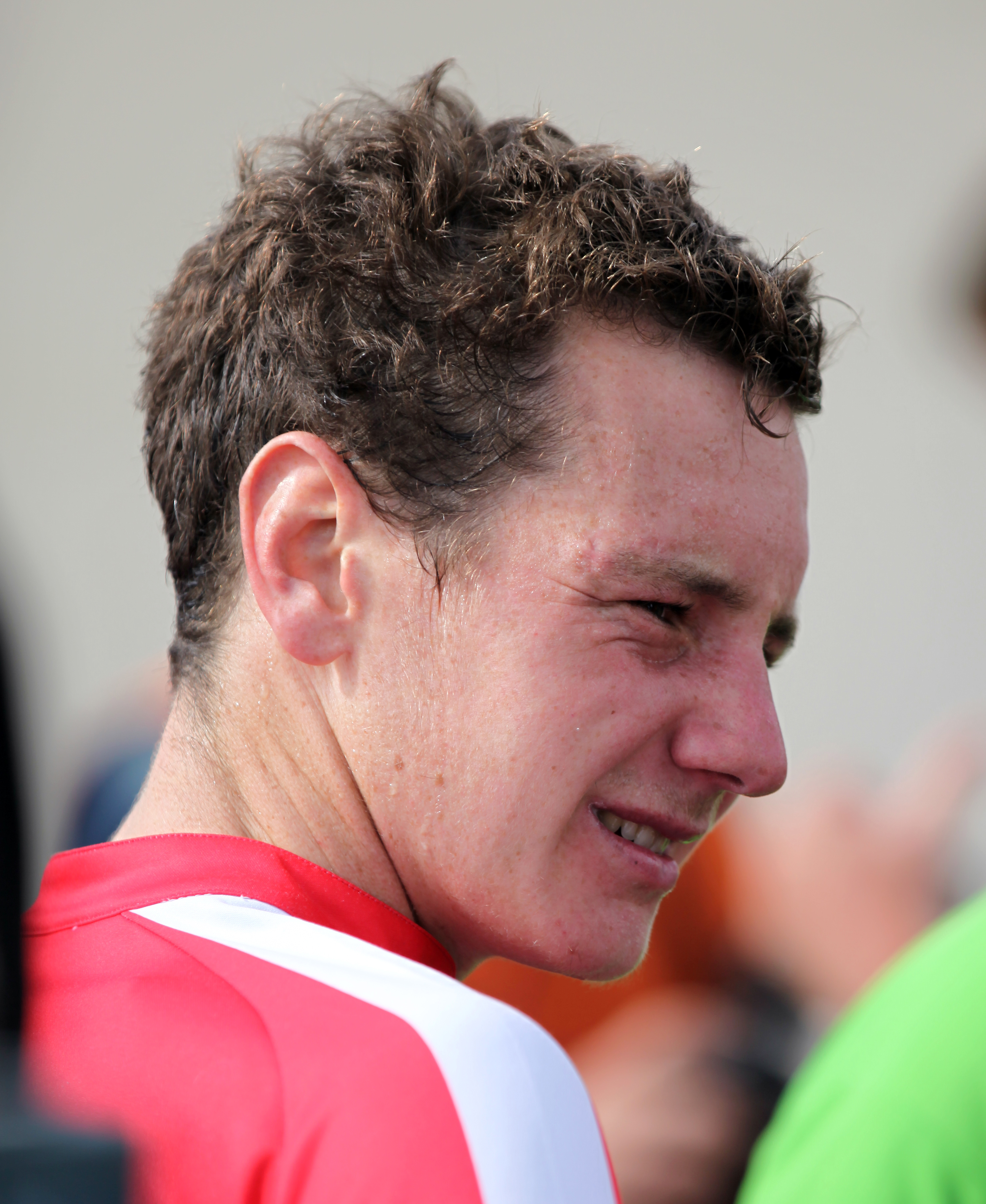
Alistair Brownlee – Weltmeister auf der Kurzdistanz (2011)

Mit vier Goldmedaillen entschied der Brite Alistair Brownlee die Rennsaison 2011 für sich.
| Platz | Land | Athlet             | Punkte |
| ----- | ---- | ------------------ | ------ |
| 1     | GBR  | Alistair Brownlee  | 4.285  |
| 2     | GBR  | Jonathan Brownlee  | 3.992  |
| 3     | ESP  | Javier Gómez       | 3.671  |
| 4     | SUI  | Sven Riederer      | 3.306  |
| 6     | FRA  | David Hauss        | 3.157  |
| 7     | FRA  | Laurent Vidal      | 2.844  |
| 10    | AUS  | Brad Kahlefeldt    | 2.217  |
| 12    | DEU  | Jonathan Zipf      | 1.981  |
| 14    | DEU  | Maik Petzold       | 1.838  |
| 15    | DEU  | Steffen Justus     | 1.639  |
| 23    | DEU  | Christian Prochnow | 1.222  |
| 25    | DEU  | Sebastian Rank     | 1.039  |
| 27    | DEU  | Jan Frodeno        | 0.909  |
| 51    | SUI  | Reto Hug           | 0.554  |
| 56    | AUT  | Andreas Giglmayr   | 0.465  |
| 62    | DEU  | Gregor Buchholz    | 0.414  |
| 79    | DEU  | Daniel Unger       | 0.272  |
| 126   | AUT  | Franz Höfer        | 0.068  |

### Frauen

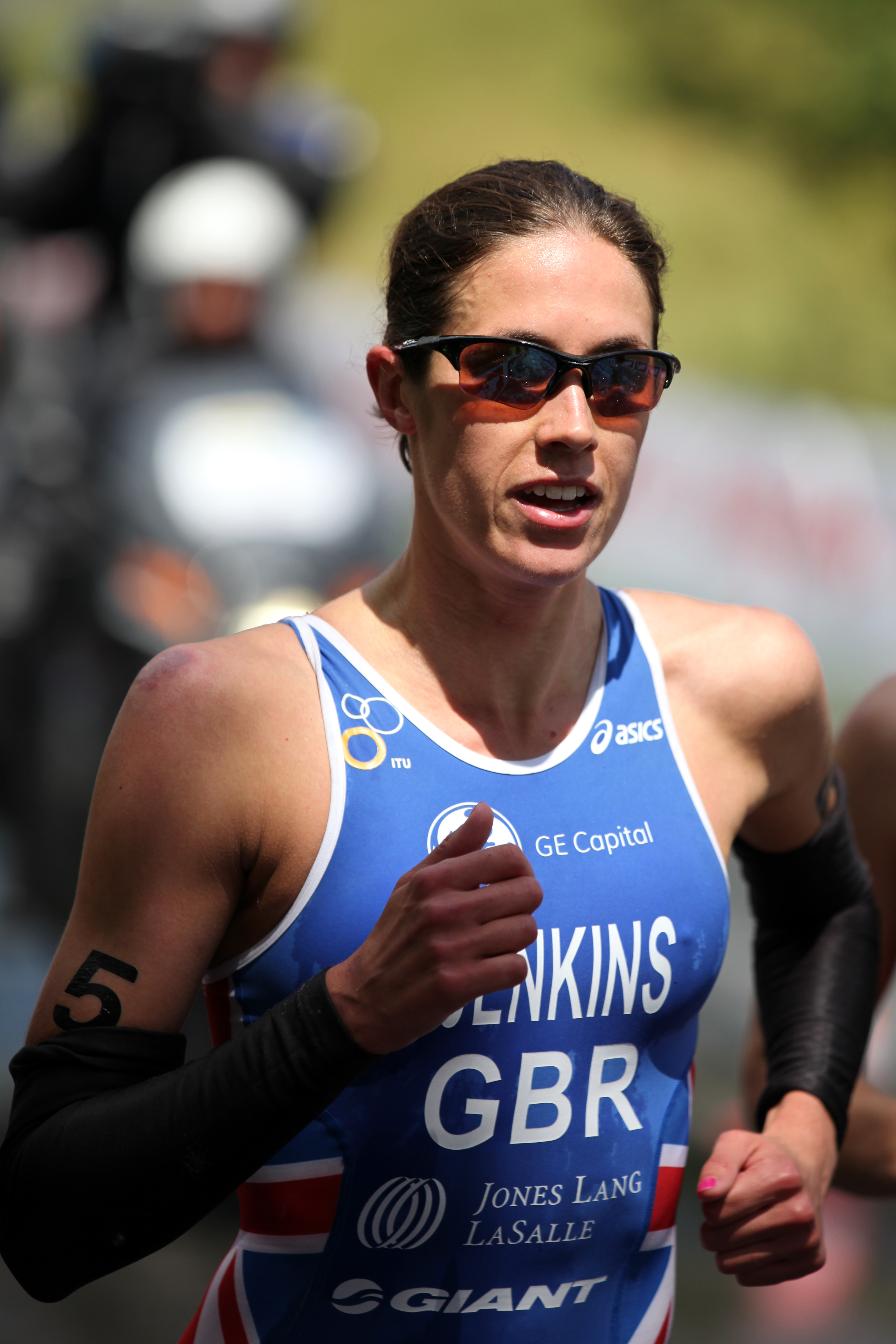
Helen Jenkins – Weltmeisterin auf der Kurzdistanz (2011)

Mit einer Gold- und drei Silbermedaillen entschied bei den Frauen die Britin Helen Jenkins die Rennsaison 2011 für sich.
| Platz | Land | Athletin             | Punkte |
| ----- | ---- | -------------------- | ------ |
| 1     | GBR  | Helen Jenkins        | 4.023  |
| 2     | NZL  | Andrea Hewitt        | 3.836  |
| 3     | USA  | Sarah Groff          | 2.783  |
| 4     | AUS  | Emma Jackson         | 2.760  |
| 5     | CHI  | Bárbara Riveros Díaz | 2.754  |
| 6     | CAN  | Paula Findlay        | 2.637  |
| 7     | AUS  | Emma Moffatt         | 2.611  |
| 10    | SUI  | Melanie Annaheim     | 1.950  |
| 11    | DEU  | Svenja Bazlen        | 1.802  |
| 19    | SUI  | Nicola Spirig        | 1.602  |
| 20    | DEU  | Anja Dittmer         | 1.578  |
| 35    | DEU  | Kathrin Müller       | 0.856  |
| 51    | SUI  | Daniela Ryf          | 0.607  |
| 54    | DEU  | Anne Haug            | 0.562  |
| 60    | DEU  | Rebecca Robisch      | 0.430  |
| 91    | AUT  | Lydia Waldmüller     | 0.187  |
| 98    | DEU  | Ricarda Lisk         | 0.138  |
| 114   | DEU  | Anja Knapp           | 0.063  |
| 125   | SUI  | Céline Schärer       | 0.037  |